# Марсело Еспіна
Марсело Еспіна (ісп. Marcelo Espina, нар. 28 квітня 1967, Буенос-Айрес) — аргентинський футболіст, що грав на позиції півзахисника. По завершенні ігрової кар'єри — тренер.
Виступав за національну збірну Аргентини.

## Клубна кар'єра
У дорослому футболі дебютував 1986 року виступами за команду «Платенсе» (Вісенте-Лопес), в якій провів чотири сезони, взявши участь у 106 матчах чемпіонату.
Згодом протягом 1991–1992 років грав у Мексиці, провівши по сезону за «Ірапуато» та «Атланте». Згодом ще по одному сезону захищав кольори аргентинського «Лануса» та мексиканського «Коррекамінос», після чого 1994 року повернувся до рідного «Платенсе». Граючи за цю команду, у Клаусурі аргентинської першості 1994 року забив 11 голів, розділивши з Ернаном Креспо титул найкращого бомбардира турніру.
1995 року був запрошений до чилійського «Коло-Коло», в якому протягом наступних чотирьох з половиною сезонів був ключовим гравцем півзахисту, допомігши команді із Сантьяго здобути за цей час три титули чемпіона Чилі.
Влітку 1999 року став гравцем іспанського «Расінга» (Сантандер), в якому провів два сезони. Після того як команда за результатами сезону 2000/01 втратила місце в Ла-Лізі, повернувся до «Коло-Коло», де грав до завершення кар'єри у 2004 році, здобувши у 2002 ще один титул переможця першості Чилі.

## Виступи за збірну
1994 року дебютував в офіційних матчах у складі національної збірної Аргентини. Протягом кар'єри у національній команді, яка тривала 2 роки, провів у її формі 6 матчів, забивши 1 гол.
У складі збірної був учасником розіграшу Кубка конфедерацій 1995 року, де аргентинці здобули «срібло», а також капітаном команди на розіграші Кубка Америки 1995 року, на якому Аргентина вибула на етапі чвертьфіналів.

## Кар'єра тренера
По завершенні кар'єри гравця перейшов на тренерську роботу, протягом частини 2005 року очолював тренерський штаб своєї останньої команди «Коло-Коло». Згодом залишився в Чилі, до 2008 року тренував команди «Евертон» (Вінья-дель-Мар) та «Уніон Еспаньйола».
На початку 2010-х працював на батьківщині з командами нижчолігових клубів «Платенсе» (Вісенте-Лопес) та «Акассусо».

## Титули і досягнення

### Командні
- Чемпіон Чилі (4):

«Коло-Коло»: 1996, 1997, 1998, 2002

### Особисті
- Найкращий бомбардир чемпіонату Аргентини (1):

Клаусура 1994 (11 голів)